# Ле-Шан-Жеро
Ле-Шан-Жеро́ (фр. Les Champs-Géraux, брет. Maez-Geraod, галло Lez Chaunt-Jéraud) — коммуна во Франции, находится в регионе Бретань. Департамент — Кот-д’Армор. Входит в состав кантона Ланвалле. Округ коммуны — Динан.
Код INSEE коммуны — 22035.

## География
Коммуна расположена приблизительно в 330 км к западу от Парижа, в 40 км северо-западнее Ренна, в 60 км к востоку от Сен-Бриё.
Вдоль западной границы коммуны протекает река Ранс.

## История
Основана в 1934 году путём разделения коммуны Эвран.

## Население
Население коммуны на 2016 год составляло 1 043 человека.
| 1962 | 1968 | 1975 | 1982 | 1990 | 1999 | 2010 | 2016 |
| ---- | ---- | ---- | ---- | ---- | ---- | ---- | ---- |
| 860  | 943  | 934  | 961  | 943  | 959  | 1036 | 1043 |

## Экономика
В 2007 году среди 656 человек в трудоспособном возрасте (15—64 лет) 485 были экономически активными, 171 — неактивными (показатель активности — 73,9 %, в 1999 году было 67,2 %). Из 485 активных работали 443 человека (242 мужчины и 201 женщина), безработных было 42 (15 мужчин и 27 женщин). Среди 171 неактивных 64 человека были учениками или студентами, 56 — пенсионерами, 51 были неактивными по другим причинам.

## Известные уроженцы
- Франсуа Пино (род. 1936) — французский предприниматель, коллекционер и меценат.

## Фотогалерея
- Часовня Нотр-Дам-де-Бон-Секур
- Часовня Нотр-Дам-де-Бон-Секур
- Карта коммуны